# 레티로 (칠레)
레티로(스페인어: Retiro)는 칠레 마울레 주 리나레스 현의 코무나이다.